# Oldószer
Az oldószer olyan anyag, amely egy kémiailag eltérő (szilárd, folyadék vagy gáz halmazállapotú) anyagot – az oldott anyagot – oldat keletkezése közben feloldja. Az oldószerek többnyire folyadékok, de lehet szilárdak vagy gáz halmazállapotúak is. Az, hogy adott térfogatú oldószer egy anyag mekkora mennyiségét képes feloldani, a hőmérséklettől függ. Az oldószerek jellemző felhasználása a vegytisztítás (pl. tetraklóretilénnel), a festékhígítókban (pl. toluol, terpentin), körömlakklemosóban és ragasztók oldószerében történő alkalmazás (aceton, metil-acetát, etil-acetát), de folttisztító (pl. hexán, petroléter), mosószer (pl. citrus terpének), parfüm (etanol) és körömlakk összetevőjeként, valamint a kémiai szintézisekben is alkalmazzák őket. A szervetlen oldószereket (a vizet leszámítva) jellemzően a kémiai kutatásokban és egyes technológiai folyamatok során használják.
Egy 2012-ben publikált felmérés szerint az oldószerek világpiaci forgalma 2019-ben elérheti a 33 milliárd USA dollárt. A feltörekvő piacok – például Kína, India, Brazília vagy Oroszország – dinamikusan fejlődő gazdasága különösen hozzájárul az egyre növekvő oldószerigényhez. Szakértők szerint a világ oldószer felhasználása a következő években átlagosan évi 2,5%-kal fog nőni, ami felülmúlja az elmúlt 8 év növekedési ütemét.

## Oldatok és szolvatáció
Amikor egy anyag egy másikban oldódik, oldat keletkezik. Ennek ellentéte, amikor egy anyag nem oldódik a másikban: például a homok nem oldódik a vízben. Az oldatokban az oldat alkotói egyenletesen oszlanak el molekuláris szinten, és nem marad vissza anyag. Két anyag egymással való keveredésének képességét elegyíthetőségnek nevezzük, míg egy anyag másikban való oldódásának képességét oldhatóságnak hívjuk. Az oldatban a két anyag nemcsak össze van keveredve, hanem kölcsönhatásban is van egymással. Amikor valami oldódik, az oldószer molekulái körbeveszik az oldott anyag részecskéit. A folyamat során hőváltozás is jelentkezik, és a rendszer entrópiája nő, ezáltal az oldat termodinamikailag stabilabb, mint a csak önmagában levő oldandó anyag. Ezt az elrendeződést az oldószer és az oldott anyag megfelelő kémiai tulajdonságai – például a hidrogénkötés, dipólusmomentum és polarizálhatóság – határozzák meg.

## Az oldószerek csoportosítása
Az oldószerek két csoportba sorolhatók: poláris és nem poláris oldószerek. Az oldószer dielektromos állandója általában jó becslést ad az oldószer polaritásáról. A víz nagyfokú polaritását jelzi a dielektromos állandójának 20 °C-on mért 80,10-es értéke. A 15-nél kisebb dielektromos állandójú oldószereket általában nem polárisnak tekintik. Technikailag a dielektromos állandó az oldószernek azt a sajátságát méri, hogy mennyire képes lecsökkenteni a belehelyezett töltött részecske körüli elektromos térerősséget. Ezt a csökkent értéket utána a vákuumban levő részecske körüli térerősséghez hasonlítják. A laikusok nyelvén szólva az oldószer dielektromos állandója úgy tekinthető, mint az oldószernek az oldott anyag belső töltését csökkentő képessége.

### További polaritási skálák
A polaritás nem csak a dielektromos állandóval mérhető. Mivel az oldószereket a kémikusok reakciók végrehajtására, valamint kémiai és biológiai jelenségek megfigyelésére használják, a polaritás megadásának pontosabb módja szükséges.
A Grunwald Winstein-féle mY skála a polaritást úgy méri, mint az oldószer hatása a pozitív töltés felhalmozódására az oldott anyagon kémiai reakció közben.
A Kosower-féle Z-skála a polaritást az oldószernek egy só, rendszerint a piridínium-jodid vagy a piridínium ikerion UV abszorpciós maximumának helyére gyakorolt hatásával jellemzi.
A donorszám és a donor–akceptor-skála az oldószer bizonyos anyagokkal, például erős Lewis-savakkal vagy Lewis-bázisokkal történő kölcsönhatása alapján határozza meg a polaritást.
Az oldószerek polaritása, dipólusmomentuma, polarizálhatósága és hidrogénkötései meghatározzák, hogy milyen típusú vegyületeket képes oldani, és milyen más oldószerekkel vagy folyékony vegyületekkel képes elegyedni. Általában a poláris oldószerek legjobban a poláris vegyületeket oldják, a nem poláris oldószerek pedig a nem poláris vegyületeket oldják a legjobban: „hasonló a hasonlóban oldódik”. Az erősen poláris vegyületek, mint a cukrok (például szacharóz) vagy az ionos kötésű vegyületek, mint a szervetlen sók (például konyhasó) csak nagyon poláris oldószerekben – ilyen például a víz – oldódnak, míg a nem vagy alig poláris vegyületek, mint az olajok vagy viaszok csak erősen nem poláris szerves oldószerekben, például hexánban oldódnak. Hasonló módon a víz és hexán (vagy ecet és növényi olaj) sem elegyednek egymással, és még alapos összerázás után is gyorsan szétválnak és két külön folyadékréteget alkotnak.

### Poláris protikus és poláris aprotikus oldószerek
A 15-nél nagyobb relatív statikus permittivitású oldószerek tovább bonthatók protikus és aprotikus csoportokra. A protikus oldószerek – hidrogénkötések révén – erősen szolvatálják az anionokat (negatív töltésű oldott anyagokat). A víz protikus oldószer. Az aprotikus oldószerek, mint az aceton vagy diklórmetán jellemzően nagy dipólusmomentummal (a részleges pozitív és negatív töltések ugyanazon molekulán belüli szétválása) rendelkeznek, és negatív pólusukkal a pozitív töltésű részecskéket szolvatálják. A kémiai reakciókban a poláris protikus oldószerek alkalmazása az SN1 reakcióknak kedvez, míg a poláris aprotikus oldószerek az SN2 reakciómechanizmust részesítik előnyben.

## A gyakori oldószerek fizikai tulajdonságai

### A leggyakoribb oldószerek tulajdonságainak táblázata
A táblázat az oldószereket apoláris, poláris aprotikus és poláris protikus csoportokba osztva tartalmazza, és növekvő polaritás szerint rendezve tartalmazza. A polaritást a dielektromos állandóval adjuk meg. A víz megfelelő tulajdonsággal magasabb értékkel rendelkező oldószerek félkövérrel vannak kiemelve.
| Oldószer                     | Kémiai képlet           | Forráspont | Dielektromos állandó | Sűrűség     | Dipólusmomentum |
| ---------------------------- | ----------------------- | ---------- | -------------------- | ----------- | --------------- |
| Apoláris oldószerek          |                         |            |                      |             |                 |
| pentán                       | CH3−CH2−CH2−CH2−CH3     | 36 °C      | 1,84                 | 0,626 g/ml  | 0,00 D          |
| ciklopentán                  | C5H10                   | 40 °C      | 1,97                 | 0,751 g/ml  | 0,00 D          |
| hexán                        | CH3−CH2−CH2−CH2−CH2−CH3 | 69 °C      | 1,88                 | 0,655 g/ml  | 0,00 D          |
| ciklohexán                   | C6H12                   | 81 °C      | 2,02                 | 0,779 g/ml  | 0,00 D          |
| benzol                       | C6H6                    | 80 °C      | 2,3                  | 0,879 g/ml  | 0,00 D          |
| toluol                       | C6H5−CH3                | 111 °C     | 2,38                 | 0,867 g/ml  | 0,36 D          |
| 1,4-dioxán                   | /−CH2−CH2−O−CH2−CH2−O−\ | 101 °C     | 2,3                  | 1,033 g/ml  | 0,45 D          |
| kloroform                    | CHCl3                   | 61 °C      | 4,81                 | 1,498 g/ml  | 1,04 D          |
| dietil-éter                  | CH3−CH2−O−CH2−CH3       | 35 °C      | 4,3                  | 0,713 g/ml  | 1,15 D          |
| Poláris aprotikus oldószerek |                         |            |                      |             |                 |
| diklórmetán (DCM)            | CH2Cl2                  | 40 °C      | 9,1                  | 1,3266 g/ml | 1,60 D          |
| tetrahidrofurán (THF)        | /−CH2−CH2−O−CH2−CH2−\   | 66 °C      | 7,5                  | 0,886 g/ml  | 1,75 D          |
| etil-acetát                  | CH3−C(=O)−O−CH2−CH3     | 77 °C      | 6,02                 | 0,894 g/ml  | 1,78 D          |
| aceton                       | CH3−C(=O)−CH3           | 56 °C      | 21                   | 0,786 g/ml  | 2,88 D          |
| dimetilformamid (DMF)        | H−C(=O)N(CH3)2          | 153 °C     | 38                   | 0,944 g/ml  | 3,82 D          |
| acetonitril (MeCN)           | CH3−C≡N                 | 82 °C      | 37,5                 | 0,786 g/ml  | 3,92 D          |
| dimetil-szulfoxid (DMSO)     | CH3−S(=O)−CH3           | 189 °C     | 46,7                 | 1,092 g/ml  | 3,96 D          |
| propilén-karbonát            | C4H6O3                  | 240 °C     | 64,0                 | 1,205 g/ml  | 4,9 D           |
| Poláris protikus oldószerek  |                         |            |                      |             |                 |
| hangyasav                    | H−C(=O)OH               | 101 °C     | 58                   | 1,21 g/ml   | 1,41 D          |
| n-butanol                    | CH3−CH2−CH2−CH2−OH      | 118 °C     | 18                   | 0,810 g/ml  | 1,63 D          |
| izopropanol (IPA)            | CH3−CH(−OH)−CH3         | 82 °C      | 18                   | 0,785 g/ml  | 1,66 D          |
| n-propanol                   | CH3−CH2−CH2−OH          | 97 °C      | 20                   | 0,803 g/ml  | 1,68 D          |
| etanol                       | CH3−CH2−OH              | 79 °C      | 24,55                | 0,789 g/ml  | 1,69 D          |
| metanol                      | CH3−OH                  | 65 °C      | 33                   | 0,791 g/ml  | 1,70 D          |
| ecetsav                      | CH3−C(=O)OH             | 118 °C     | 6,2                  | 1,049 g/ml  | 1,74 D          |
| nitrometán                   | CH3−NO2                 | 100–103 °C | 35,87                | 1,1371 g/ml | 3,56 D          |
| víz                          | H−O−H                   | 100 °C     | 80                   | 1,000 g/ml  | 1,85 D          |

### A Hansen-féle oldhatósági paraméterek értékei (HSPiP)
Ugyanezen oldószerek hatékony vizsgálatára egy másik módszer is létezik. A Hansen-féle oldhatósági paraméter értékének ismeretében – mely a δD=diszperziós, δP=poláris és δH=hidrogénkötéseken alapul – fontos dolgokat lehet megtudni a más oldószerek molekuláival, de akár polimerekkel, színezékekkel, nanorészecskékkel stb. való kölcsönhatásról, ami alapján két dolgot is meg lehet tenni. Az egyik, hogy racionális szabályokat lehet alkotni tudván, hogy például egy oldószer és egy polimer között jó HSP illeszkedés van. Másodsorban pedig a „jó” (mely az anyagokat jól oldja), de más besorolás (pl. környezeti, egészségi hatásában, vagy akár költségében) „rossz” oldószerek helyett észszerű alternatíva választható. Az alábbi táblázat az intuitív „nem poláris”, „poláris aprotikus” és „poláris protikus” kategóriákat számszerűsítve tartalmazza – a „poláris” molekulák nagyobb δP értékkel rendelkeznek, a protikus oldószerek esetén pedig δH a nagyobb. Mivel számszerű értékekről van szó, az oldószerek összehasonlítása észszerűen, számok összehasonlításával történhet. Ezek alapján az acetonitril az acetonnál jóval polárisabb, de valamivel kevésbé hajlamos hidrogénkötések kialakítására.
| Oldószer                     | Kémiai képlet           | δD Diszperziós | δP Poláris | δH Hidrogénkötés |
| ---------------------------- | ----------------------- | -------------- | ---------- | ---------------- |
| Apoláris oldószerek          |                         |                |            |                  |
| hexán                        | CH3−CH2−CH2−CH2−CH2−CH3 | 14,9           | 0,0        | 0,0              |
| benzol                       | C6H6                    | 18,4           | 0,0        | 2,0              |
| toluol                       | C6H5−CH3                | 18,0           | 1,4        | 2,0              |
| dietil-éter                  | CH3CH2−O−CH2−CH3        | 14,5           | 2,9        | 4,6              |
| kloroform                    | CHCl3                   | 17,8           | 3,1        | 5,7              |
| 1,4-dioxán                   | /−CH2−CH2−O−CH2−CH2−O−\ | 17,5           | 1,8        | 9,0              |
| Poláris aprotikus oldószerek |                         |                |            |                  |
| etil-acetát                  | CH3−C(=O)−O−CH2−CH3     | 15,8           | 5,3        | 7,2              |
| tetrahidrofurán (THF)        | /−CH2−CH2−O−CH2−CH2−\   | 16,8           | 5,7        | 8,0              |
| diklórmetán                  | CH2Cl2                  | 17,0           | 7,3        | 7,1              |
| aceton                       | CH3−C(=O)−CH3           | 15,5           | 10,4       | 7,0              |
| acetonitril (MeCN)           | CH3−C≡N                 | 15,3           | 18,0       | 6,1              |
| dimetilformamid (DMF)        | H−C(=O)N(CH3)2          | 17,4           | 13,7       | 11,3             |
| dimetil-szulfoxid (DMSO)     | CH3−S(=O)−CH3           | 18,4           | 16,4       | 10,2             |
| Poláris protikus oldószerek  |                         |                |            |                  |
| ecetsav                      | CH3−C(=O)OH             | 14,5           | 8,0        | 13,5             |
| n-butanol                    | CH3−CH2−CH2−CH2−OH      | 16,0           | 5,7        | 15,8             |
| izopropanol                  | CH3−CH(−OH)−CH3         | 15,8           | 6,1        | 16,4             |
| n-propanol                   | CH3−CH2−CH2−OH          | 16,0           | 6,8        | 17,4             |
| etanol                       | CH3−CH2−OH              | 15,8           | 8,8        | 19,4             |
| metanol                      | CH3−OH                  | 14,7           | 12,3       | 22,3             |
| hangyasav                    | H−C(=O)OH               | 14,6           | 10,0       | 14,0             |
| víz                          | H−O−H                   | 15,5           | 16,0       | 42,3             |

Tekintsünk egy egyszerű példát a racionális oldószercserére. Tegyük fel, hogy környezetvédelmi okokból le kell cserélnünk a klórozott oldószert, a kloroformot egy azonos oldóképességű, a táblázatban szereplő nem klórozott két komponensű oldószer(keverék)re. Próbálkozásokkal, táblázatkezelővel vagy valamilyen szoftver, például a HSPiP segítségével azt találjuk, hogy toluol és 1,4-dioxán 1:1 arányú elegye szinte azonos eredményt ad. Az oldószerkeverék δD értéke a két oldószer 18,0 és 17,5 értékének az átlaga, azaz 17,8. δP-re 1,4 és 1,8 átlaga, azaz 1,6 adódik, δH pedig 2,0 és 9,0 középértéke, azaz 5,5. Az oldószerkeverékre tehát 17,8; 1,6 és 5,5 adódik, szemben a kloroform 17,8; 3,1 és 5,7 értékeivel. Mivel magának a toluolnak a használata is számos egészségi kockázattal jár, teljes Hansen-féle oldhatósági paraméter adatbázisok felhasználásával további oldószerkeverékek is kereshetők.

### Forráspont
| Oldószer             | Forráspont (°C) |
| -------------------- | --------------- |
| etilén-diklorid      | 83,48           |
| piridin              | 115,25          |
| metil-izobutil-keton | 116,5           |
| metilén-klorid       | 39,75           |
| izooktán             | 99,24           |
| szén-diszulfid       | 46,3            |
| szén-tetraklorid     | 76,75           |
| o-xilol              | 144,42          |

A forráspont az oldószerek egyik fontos tulajdonsága. Ez meghatározza a párolgás sebességét. Kis mennyiségű, alacsony forráspontú oldószer – mint amilyen a dietil-éter, diklórmetán vagy aceton – szobahőmérsékleten néhány másodperc alatt elpárolog, míg a magas forráspontú oldószerek esetén – mint a víz vagy a dimetil-szulfoxid – a gyors párolgáshoz magasabb hőmérséklet, légáram vagy vákuum alkalmazása szükséges.
- alacsony forráspontúak: forráspontjuk 100 °C (a víz forráspontja) alatt van
- közepes forráspontúak: 100 °C és 150 °C között
- magas forráspontúak: 150 °C felett

### Sűrűség
A legtöbb szerves oldószer sűrűsége a vízénél kisebb, ami azt jelenti, hogy könnyebb nála, és a víz tetején külön réteget képeznek. Fontos kivétel: a halogénezett oldószerek többsége, mint a diklórmetán vagy kloroform, az edény aljára süllyed, és a felső réteg víz lesz. Erre fontos emlékezni, amikor kémiai szintézis során választótölcsért használunk a vegyület vizes és oldószeres fázis elválasztására.
Sűrűség helyett gyakran a fajsúlyt (relatív sűrűség) használják. A fajsúlyt úgy definiálják, mint az oldószer és víz azonos hőmérsékleten mért sűrűségének hányadosát, ily módon a fajsúlynak nincs mértékegysége. A fajsúly ránézésre megmutatja, hogy egy vízzel nem elegyedő oldószer lebeg a vízen (fajsúly < 1,0) vagy lesüllyed (fajsúly > 1,0) benne.
| Oldószer                    | Fajsúly |
| --------------------------- | ------- |
| pentán                      | 0,626   |
| petroléter                  | 0,656   |
| hexán                       | 0,659   |
| heptán                      | 0,684   |
| dietil-amin                 | 0,707   |
| dietil-éter                 | 0,713   |
| trietil-amin                | 0,728   |
| terc-butil-metil-éter       | 0,741   |
| ciklohexán                  | 0,779   |
| terc-butil-alkohol          | 0,781   |
| izopropanol                 | 0,785   |
| acetonitril                 | 0,786   |
| etanol                      | 0,789   |
| aceton                      | 0,790   |
| metanol                     | 0,791   |
| metil-izobutil-keton        | 0,798   |
| izobutil-alkohol            | 0,802   |
| 1-propanol                  | 0,803   |
| metil-etil-keton            | 0,805   |
| 2-butanol                   | 0,808   |
| izoamil-alkohol             | 0,809   |
| 1-butanol                   | 0,810   |
| dietil-keton                | 0,814   |
| 1-oktanol                   | 0,826   |
| p-xilol                     | 0,861   |
| m-xilol                     | 0,864   |
| toluol                      | 0,867   |
| dimetoxietán                | 0,868   |
| benzol                      | 0,879   |
| butil-acetát                | 0,882   |
| 1-klórbután                 | 0,886   |
| tetrahidrofurán             | 0,889   |
| etil-acetát                 | 0,895   |
| o-xilol                     | 0,897   |
| hexametilfoszfor-triamid    | 0,898   |
| 2-etoxietil-éter            | 0,909   |
| N,N-dimetilacetamid         | 0,937   |
| dietilénglikol-dimetil-éter | 0,943   |
| N,N-dimetilformamid         | 0,944   |
| 2-metoxietanol              | 0,965   |
| piridin                     | 0,982   |
| propionsav                  | 0,993   |
| víz                         | 1,000   |
| 2-metoxietil-acetát         | 1,009   |
| benzonitril                 | 1,01    |
| 1-metil-2-pirrolidinon      | 1,028   |
| hexametilfoszforamid        | 1,03    |
| 1,4-dioxán                  | 1,033   |
| ecetsav                     | 1,049   |
| ecetsav-anhidrid            | 1,08    |
| dimetil-szulfoxid           | 1,092   |
| klórbenzol                  | 1,1066  |
| deutérium-oxid              | 1,107   |
| etilén-glikol               | 1,115   |
| dietilén-glikol             | 1,118   |
| propilén-karbonát           | 1,21    |
| hangyasav                   | 1,22    |
| 1,2-diklóretán              | 1,245   |
| glicerin                    | 1,261   |
| szén-diszulfid              | 1,263   |
| 1,2-diklórbenzol            | 1,306   |
| metilén-klorid              | 1,325   |
| nitrometán                  | 1,382   |
| 2,2,2-trifluoretanol        | 1,393   |
| kloroform                   | 1,498   |
| 1,1,2-trifluor-triklóretán  | 1,575   |
| szén-tetraklorid            | 1,594   |
| tetraklóretilén             | 1,623   |

## Egészségi és biztonsági kockázatok

### Tűzveszélyesség
A legtöbb szerves oldószer – illékonyságától függően – gyúlékony vagy rendkívül gyúlékony. Ez alól kivétel néhány klórozott oldószer, például a diklórmetán vagy a kloroform. Az oldószergőzök levegővel robbanókeveréket képezhetnek. Az oldószergőzök a levegőnél nehezebbek, lesüllyednek alulra, és nagy távolságra juthatnak el, számottevő hígulás nélkül. 
A dietil-éter és a szén-diszulfid öngyulladási hőmérséklete kivételesen alacsony, ami rendkívül tűzveszélyessé teszi ezen oldószereket. A szén-diszulfid öngyulladási hőmérséklete 100 °C alatt van, így gőzét villanykörte, főzőlap, gőzvezeték vagy nemrég elzárt Bunsen-égő is begyújthatja.

### Robbanásveszélyes peroxidok képződése
Az éterek, például a dietil-éter és a tetrahidrofurán (THF) oxigén és fény hatására hajlamos rendkívül robbanásveszélyes szerves peroxidokat képezni. A THF-ből könnyebben keletkeznek ilyen peroxidok, mint a dietil-éterből. A peroxidképzésre az egyik leginkább hajlamos oldószer a diizopropil-éter.
Az étermolekula egy szabad gyökkel reagálva hidrogénatomot veszít, az így keletkező gyököt az oxigén heteroatom stabilizálja. A párosítatlan elektronnal rendelkező szénatom oxigénmolekulával reagálva peroxidot képez. Az éterben a peroxidok jelenlétét számos eljárással ki lehet mutatni, az egyik ilyen módszer vas-szulfátot és kálium-tiocianátot használ. A peroxid a Fe2+ iont képes Fe3+ ionná oxidálni, mely a tiocianáttal sötétvörös komplexet képez. Szélsőséges esetben a peroxidok az éter tárolására használt edényben szilárd kristályok formájában ki is válhatnak.
Ha a szárítószer nem bontja el a peroxidokat, akkor azok – magasabb forráspontjuk miatt – a desztillálás során koncentrálódnak. Ha elegendő mennyiségű peroxid képződött, akkor szilárd, ütésre érzékeny csapadékként kiválhat az oldatból. Ha az üveg szájánál válik ki a peroxid, akkor akár a dugó elfordítása is elegendő energiát biztosíthat a peroxid felrobbanásához. A peroxid képződés nem jelent különösebb gondot olyan helyeken, ahol az oldószereket gyorsan felhasználják, inkább olyan laboratóriumokban okoz gondot, ahol egyetlen üveg oldószer is évek alatt fogy el. Az étereket sötétben, zárt fémdobozokban, stabilizátor jelenlétében – például butil-hidroxi-toluol hozzáadásával vagy nátrium-hidroxid felett – kell tárolni.
A peroxidok eltávolíthatók savas vas(II)-szulfáttal történő mosással, alumínium-oxidon történő átszűréssel vagy nátrium/benzofenonról történő desztillációval. Az alumínium-oxid nem bontja el a peroxidokat, csak megköti őket. A nátrium/benzofenon módszer előnye, hogy a nedvességet és az oxigént is eltávolítja.

### Egészségi hatások
Az oldószereknek való kitettség általános egészségi kockázatai közé többek között az idegrendszerre gyakorolt mérgező hatás, a szaporító szervek, valamint a máj és vese károsodása, légzési elégtelenség, rák és dermatitisz jelentkezése tartozik.
Számos oldószer nagy mennyiségben történő belélegzése eszméletvesztést okoz. Egyes oldószereket, például a dietil-étert és a kloroformot az orvoslásban hosszú ideig mint érzéstelenítő-, nyugtató- és altatószereket használták. Az etanol (borszesz) széles körben – és gyakran nem megfelelően – használt pszichoaktív szer. A dietil-étert, kloroformot és számos más oldószert (például benzinből vagy ragasztóból származóakat) alkalmi kábítószerként használnak („szipuzás”), ami gyakran hosszú távon káros egészségi hatásokat, például neurotoxikus hatást vagy rákot okozhat. A metanol maradandó vakságot és halált is okozhat. Láthatatlan lánggal ég, ez szintén veszélyessé teszi felhasználását.
Érdemes megjegyezni, hogy az alkohol számos más oldószerrel együtt kombinálva szinergista hatást mutat. A toluol/benzol és etanol kombinációja például erősebb émelygést/hányást okoz, mint az egyedi anyagok önmagukban.
Egyes oldószerek, köztük a kloroform és benzol (utóbbi az üzemanyagokban is megtalálható) rákkeltő hatású. Számos más oldószer károsíthatja a belső szerveket, például a májat, veséket vagy az agyat.
A szerves oldószereknek történő krónikus munkahelyi kitettség egy sor neuropszichiátriai hatást okozhat. A foglalkozással járó szerves oldószereknek való kitettséget például kapcsolatba hozták azzal, hogy a szobafestők körében gyakoribb az alkoholizmus.

### Környezetszennyezés
Komoly kockázati tényezőt jelentenek a kifolyó vagy elszivárgó oldószerek, melyek a talajba kerülnek. Mivel az oldószerek nagy távolságra is eljuthatnak, nem ritka a talaj kiterjedt szennyeződése. Világszerte talán mintegy 5000 helyen fordulhat elő jelentős felszín alatti oldószerszennyezés, ezek különösen ott jelentenek egészségi kockázatot, ahol víztartó rétegeket is érint a szennyezés.

## Fordítás
Ez a szócikk részben vagy egészben  a   Solvent című angol Wikipédia-szócikk ezen változatának fordításán alapul.  Az eredeti cikk szerkesztőit annak laptörténete sorolja fel. Ez a jelzés csupán a megfogalmazás eredetét és a szerzői jogokat jelzi, nem szolgál a cikkben szereplő információk forrásmegjelöléseként.